# Milionia semirutila
Milionia semirutila là một loài bướm đêm trong họ Geometridae.